# Erlendur Sveinsson
Erlendur Sveinsson is een fictieve IJslandse rechercheur van om en nabij de vijftig jaar die in de misdaadromans van Arnaldur Indriðason de hoofdrol speelt.
Hij is een melancholiek man die veel over noodlottige tochten, dodelijke ongevallen en met name over verdwijningen op de IJslandse hoogvlaktes leest. Hij hecht aan de oude IJslandse waarden, normen en tradities. Hij is gescheiden en heeft twee kinderen. Eva Lind is de dochter van Erlendur. Ze is verslaafd, en probeert herhaaldelijk zonder wezenlijk resultaat af te kicken. Regelmatig zijn er heftige aanvaringen met haar vader. Erlendur ergert zich onder andere enorm aan haar taalgebruik. Sindri Snær is de zoon van Erlendur. Hij is alcoholist en heeft nauwelijks tot geen contact met zijn vader. Beide kinderen groeien na de scheiding bij hun moeder op, iets wat Erlendur heeft laten gebeuren en wat hem later onder een schuldgevoel gebukt doet gaan. De ex-vrouw van Erlendur heet Halldóra en zij koestert een geweldige haat jegens hem; ze neemt hem alle ellende in haar leven kwalijk en zet de kinderen tegen hem op.
De naam Erlendur past eigenlijk goed bij hem; het bijvoeglijk naamwoord erlendur betekent vreemd of buitenlands (veel IJslandse namen hebben een betekenis).
Erlendurs vader Sveinn was arbeider in een staalfabriek en verdiende als muziekleraar een centje bij. Erlendurs moeder Áslaug werkte in een winkel en in de visverwerking. In zijn jonge jaren woonde Erlendur in de boerderij Bakkaselhjáleiga even ten westen van Eskifjörður in de Oost-fjorden. Toen hij 10 jaar was, trok hij samen met zijn twee jaar jongere broertje Bergur en hun vader op zoek naar schapen de hoogvlakte van de Eskifjarðarheiði in. Daar werden ze door een sneeuwstorm overvallen. Sveinn wist op eigen kracht terug bij de boerderij te komen en enige tijd werd Erlendur gered. Van zijn broertje is nooit een spoor teruggevonden. Dit drama heeft een geweldige impact op de persoonlijke ontwikkeling van Erlendur gehad.

## Boeken
In de volgende boeken treedt Erlendur op als hoofdpersoon:
- Maandagskinderen (uitgeverij Signature, 2005), vertaling van  Synir Duftsins (1997)
- Grafteken (uitgeverij Querido, 2011), vertaling van Dauðarósir (1998)
- Noorderveen (uitgeverij Signature, 2003), vertaling van Mýrin (2000)
- Moordkuil (uitgeverij Signature, 2004), vertaling van Grafarþögn (2001)
- Engelenstem (uitgeverij Signature, 2005), vertaling van Röddin (2002)
- Koudegolf (uitgeverij Signature, 2006), vertaling van Kleifarvatn (2004)
- Winternacht (uitgeverij Querido, 2007), vertaling van Vetrarborgin (2005)
- Verdwijnpunt (uitgeverij Querido, 2012), vertaling van Furðustrandir (2010)
- Schemerspel (uitgeverij Querido, 2013), vertaling van Einvígið (2011)
- Nachtstad (uitgeverij Querido, 2014), vertaling van Reykjavíkurnætur (2012)
- Onland (uitgeverij Querido, 2016), vertaling van Kamp knox (2014)

## Verfilmingen
Het boek Mýrin is door de IJslandse regisseur Baltasar Kormákur verfilmd.